# Moses Alo-Emile
Moses Eneliko Alo-Emile (Brisbane, 18 gennaio 2000) è un rugbista a 15 francese, che gioca come pilone nello Stade français nel Top 14. Moses è il fratello di Paul Alo-Emile, suo compagno di squadra allo Stade français.

## Biografia
Moses Alo-Emile nasce a Brisbane, in Australia, fratello di Paul Alo-Emile, anch'egli giocatore professionista di rugby a 15 con presenze nella nazionale samoana.
Frequenta in Australia la Brisbane State High School nella quale muove i primi passi nel mondo del rugby giocando con la squadra della scuola, per poi trasferirsi a Parigi per aggregarsi al centro di formazione giovanile dello Stade français nel luglio 2018, con cui firma un contratto triennale.

## Stade français
Con la prima squadra Moses esordisce l'8 dicembre 2018 nella partita di Challenge Cup contro gli Ospreys, nella quale entra in campo al 67° minuto sostituendo Sylvain Nicolas.
La sua prima partita da titolare è del 20 febbraio 2021, quando lo Stade français affronta in una gara del Top 14 lo Stade rochelais. Al termine della stagione 2020-2021 totalizza 13 presenze nel campionato francese.
Alo-Emile segna la sua prima meta da professionista il 30 gennaio 2022 nella partita di campionato contro il Tolone. Nella stagione 2021-2022 il suo ruolo nella squadra parigina cresce, totalizzando 20 presenze in campionato e 3 presenze in Champions Cup.
Nell'ottobre 2022 arriva il suo rinnovo contrattuale con lo Stade français e nella stagione 2022-2023 in Top 14 totalizza 22 presenze, mentre in Challenge Cup disputa tre gare.